# Mielichhoferia tehamensis
Mielichhoferia tehamensis är en bladmossart som beskrevs av Showers 1980. Mielichhoferia tehamensis ingår i släktet kismossor, och familjen Bryaceae. Inga underarter finns listade i Catalogue of Life.